# Torsten Rapp

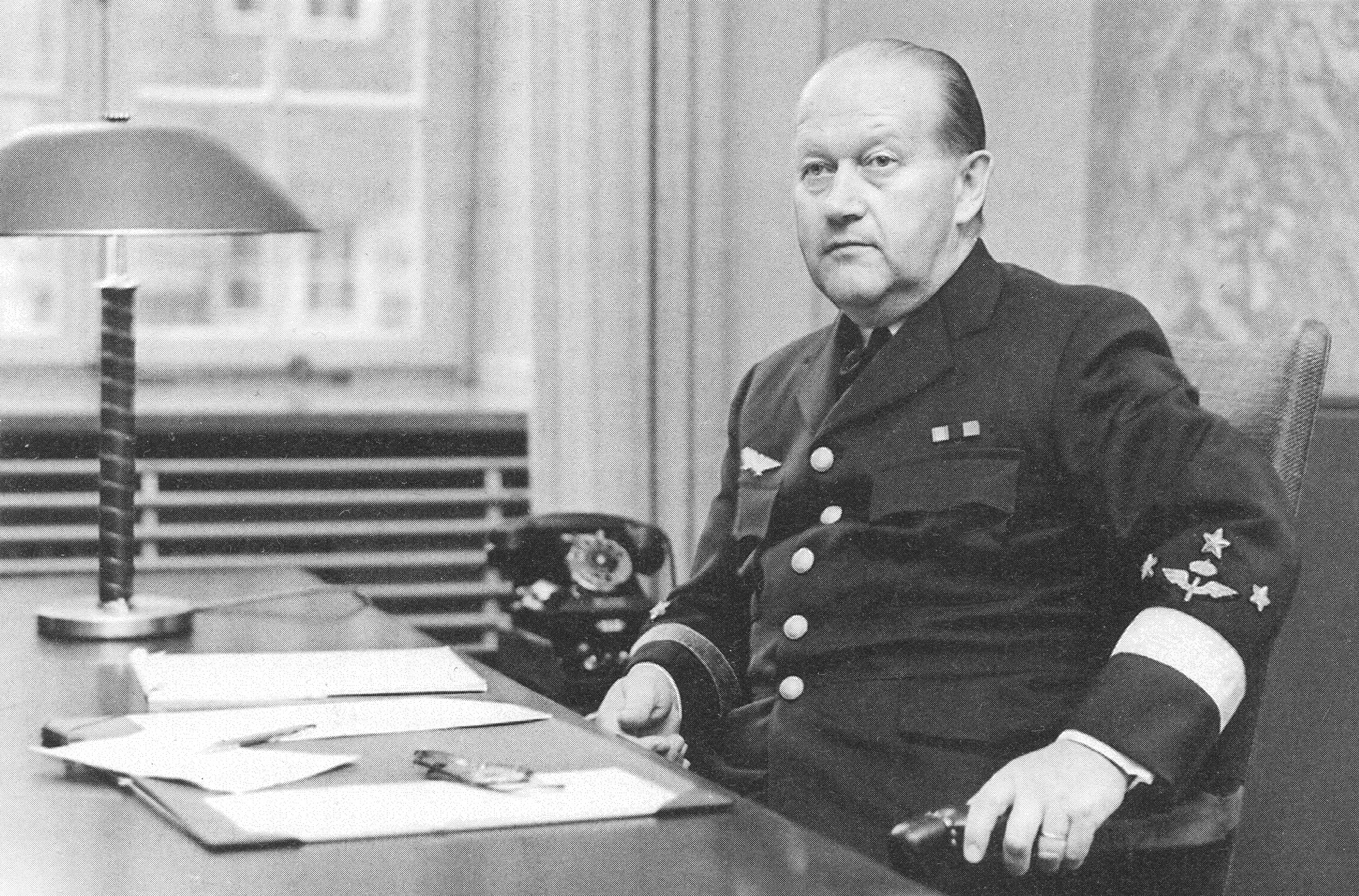
Torsten Rapp

Bo Torsten Rapp (* 20. April 1905 in Stockholm; † 23. März 1993 ebenda) war ein schwedischer General.

## Leben
Torsten Rapp trat 1923 in die Marine ein und wurde 1926 zum Leutnant befördert, 1928 wechselte er zur 1926 neu geschaffenen schwedischen Luftwaffe. Er diente bei der Organisationsabteilung von 1935 bis 1938 und wurde 1937 zum Hauptmann befördert. Weitere Stationen waren unter anderem das Geschwader F2 in Hägernäs und die Organisationsabteilung des Luftwaffenstabs. 1944 wurde er zum Oberstleutnant befördert.
Rapp wurde im gleichen Jahr Kommodore des Geschwaders F17 in Kallinge und wechselte 1948 als stellvertretender Stabschef ins Hauptquartier der Luftwaffe. Im Oktober 1955 wurde er zum Generalmajor befördert und am 15. Januar 1960 Oberbefehlshaber der Luftwaffe. 1961 gab er das Amt an Lage Thunberg ab und wurde bis 1970 Oberbefehlshaber der schwedischen Streitkräfte.
Torsten Rapp traf während seiner Zeit als Luftwaffenchef die Entscheidung, Schwedens Militär nicht mit Kernwaffen auszustatten; aus Kostengründen vor die Entscheidung zwischen der atomaren Aufrüstung und den Kauf der Saab 37 gestellt, wählte er das neue Kampfflugzeug.